# Mary Watson Whitney
Mary Watson Whitney (11 de setembre de 1847; 20 de gener de 1921) era un astrònoma americana que va ser durant 22 anys la cap de l'observatori de Vassar.

## Primers anys i educació
Whitney va néixer a Waltham, Massachusetts, el 1847. La seva mare era Mary Watson Crehore i el seu pare Samuel Buttrick Whitney. El seu pare tenia èxit en l'activitat immobiliària i era prou ric per proporcionar-li el que es considerava en aquella època una bona educació per una dona. Va anar a escola a Waltham, on va excel·lir en matemàtiques, i el 1863 es va graduar en l'Institut públic un any abans que el Vassar College estigués llest per a rebre estudiants. Va passar l'any rebent una tutoria privada, i com a resultat d'això, Mary el 1865 va accedir al Vassar amb una nivell avançat respecte als altres alumnes, així va poder graduar-se en només tres anys. Allí va conèixer l'astrònoma Maria Mitchell. Whitney era un membre de l'Hexàgon, un grup de sis estudiants d'astronomia que assistien a les classes de Maria Mitchell a l'observatori. El grup estava molt dedicat als seus estudis perquè se sentien molt compromeses en el futur de l'educació superior de les dones.
Mentre ella estava al Vassar College, el seu pare va morir i el seu germà va desaparèixer al mar.
En els anys 1869 a 1870, va seguir alguns cursos sobre quaternions i mecànica celeste, impartits per Benjamin Peirce (a Harvard). En aquell temps, les dones no podien ser admeses a Harvard, així que hi va assistir com a convidada. Va obtenir el grau de màster a Vassar el 1872; després va anar a Zúric, on s'hi va estar 3 anys per estudiar matemàtiques i mecànica celeste.

## Carrera professional

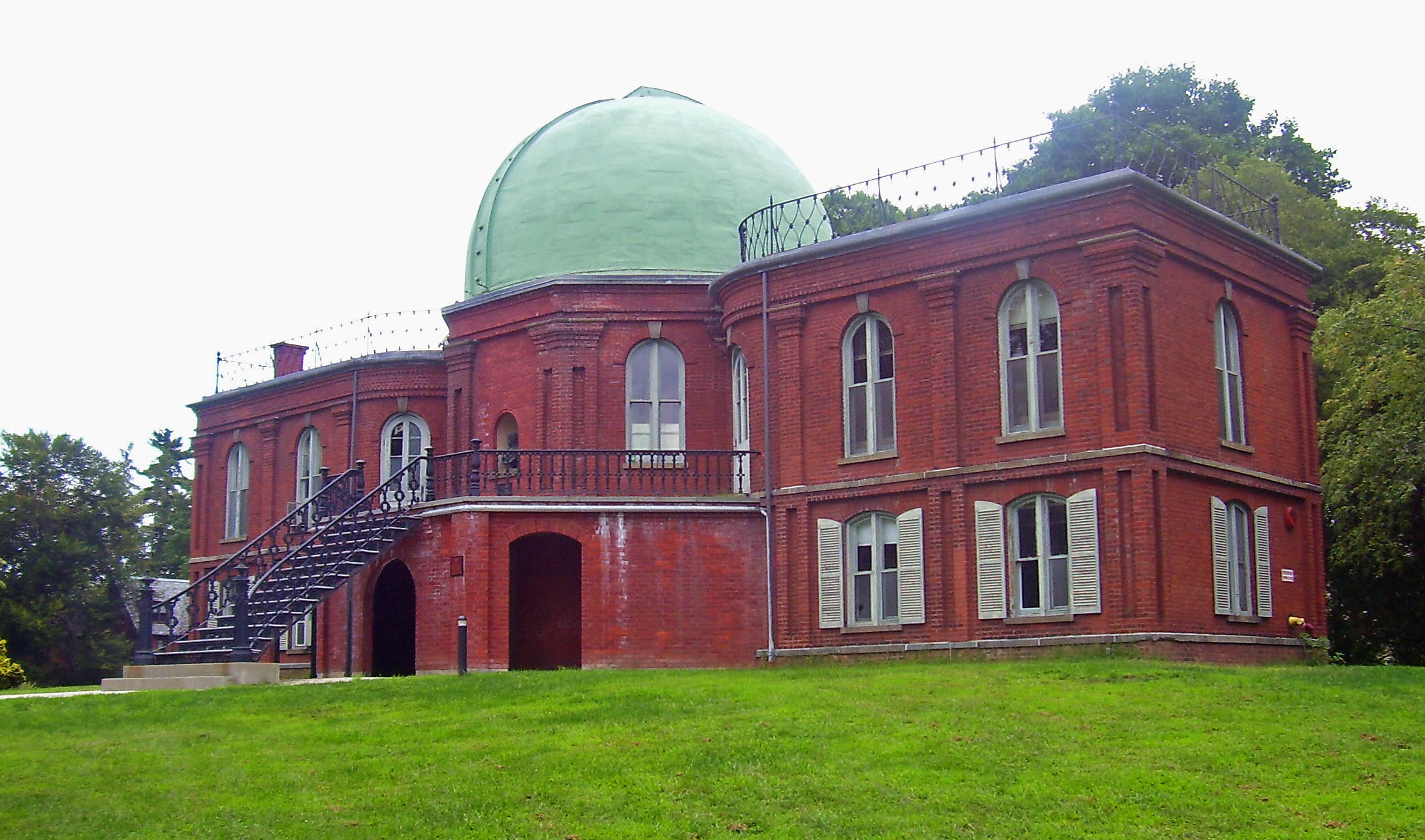
Observatori de Vassar

Quan va retornar als Estats Units, va treballar com a professora a l'institut de la seva ciutat natal, fins que va esdevenir ajudant de Maria Mitchell a Vassar. El 1888, quan Mitchell es va jubilar, Mary esdevingué professora i la directora de l'observatori fins que es va retirar el 1915 per raons de salut.
Durant la seva carrera, es va concentrar en la docència i la recerca relacionada amb les estrelles dobles, les estrelles variables, asteroides i cometes. Sota la seva direcció, es van publicar 102 articles científics a l'observatori de Vassar. El 1889, la seva mare i la seva germana van emmalaltir i Whitney les va traslladar a l'observatori, on podia tenir-ne cura i continuar amb la seva feina a temps parcial. Quan van morir dos anys més tard, va tornar a la seva feina a temps complet. Whitney va ser membre de l'Associació americana per a l'Avenç de Ciència i un càrrec en la Societat Astronòmica i Astrofísica.

## Mort
Mary Whitney va morir de pneumònia a Waltham el 20 de gener de 1921.